# Radecius Bálint
Radecius Bálint (Valentinus Radecius, Radeczki Bálint, Danzig, 1550 körül – 1632. augusztus 18.) unitárius lelkész, erdélyi magyar unitárius püspök 1616-tól haláláig.

## Élete
Danzigi származású, hol atyja Radetz Máté titkár volt. Mint iskolaigazgató 1603-ban Luklavicében működött, ahol a Básta üldözése elől Lengyelországba menekülni kényszerült Göcs Pál igazgatót pártfogolta. Mikor Bocskai István fejedelem visszafoglalta Erdélyt Bástától, az unitáriusok visszakapták jogaikat, Göcs Pál jótevőjét, Radecius Bálintot a szász nemzetiségűek papjának és iskolaigazgatójának ajánlotta. Radeciust magas, vörösarcú, keménytekintetű, testes, de méltóságos járású és jó társalgó emberként jellemezték, a fejedelem is kedvelte őt "édes latinságáért". Luklavicéből 1605-ben második lelkésznek hívták Kolozsvárra. Itt 1616-ban püspök lett, 1622-ben pedig egyszersmind a szász nemzetiségűek papjokká és iskola-rektorrá választották. Minthogy magyarul nem tudása miatt egyházlátogatást nem tehetett, igen sok unitárius ekklezsia pusztult el alatta a kellő felügyelet hiánya miatt.
Zsinati összehívó levelei mind ékes latinsággal vannak írva.

## Munkái
1. Geistliche Gesänge ...Klausenburg, 1620
2. De Matrimonio Tractatus. Uo. 1621
3. Illustris Feminae Judithae Kornisiae, Spect. Et Magn. Dni Simonis Péchi de Szent-Erzsébet, Sereniss. regis Hungariae Principisq. Transilvaniae intimi Consiliarii & Cancellarii, desiteratiss. coniugis, Funebris Laudatio. Habita ad tumulum eiusdem in Szent-Erzsébet ... Pr. Kal. Apr. Anno M.DC.XXI., Uo.
4. Disciplina Ecclesiastica. In usum Ecclesiarum Unitariarum in Transylvania dispersarum conscripta. Uo. 1626 (2. bőv. kiadása Uo. 1694)
5. Formula administrandi Coenam Dominicam: cui annexa est Quarundam Quaestionum, ad eandem elucidandam spectantium, solutio. Uo. 1638 (hozzájárul függelékül: Praecatio matutina és Praecatio vespertina. Ezen imádságok magyarul is megjelentek: Reggeli és estvéli könyörgések. Kolozsvár, 1638 c.)

Kiadta Schmalz, Der kleine Katechismus zur Uebung der Kinder in dem christlichen Gottesdienste. Klausenburg, 1620 c. munkáját
Kéziratban: Maga mentő felelet azoknak kárhoztatásoknak ellen, kik az Erdélyben lévő az egy Atty Istenről, és az eő egy szülöt fiáról az Jezus Christusról egyet értő Ecclesiának Vallásokat Török vallásnak erősítették ... Iratott 1618. eszt. Mindszent havának 15. napján 4-rét. (R. latin munkájának fordítása); Apologia pro Unitariis in Transylvania.